# Ocoee
Ocoee – miasto w Stanach Zjednoczonych, w stanie Floryda, w hrabstwie Orange.